# Atlanta Hawks 2018-2019
La stagione 2018-2019 degli Atlanta Hawks è stata la 69ª stagione della franchigia nella NBA e la 51ª ad Atlanta.

## Draft
| Giro | Scelta | Giocatore      | Ruolo | Nazionalità | Università/Squadra |
| ---- | ------ | -------------- | ----- | ----------- | ------------------ |
| 1    | 5      | Trae Young     | PM    | Stati Uniti | Oklahoma Sooners   |
| 1    | 19     | Kevin Huerter  | AP    | Stati Uniti | Maryland Terrapins |
| 1    | 30     | Omari Spellman | AG    | Stati Uniti | Villanova Wildcats |

## Roster
| \| Pos. \| Num. \| Naz. \| Nome \| Altezza \| Peso \| Data nascita \| Provenienza \| \| ----- \| ---- \| ---- \| -------------------- \| ------- \| ------ \| ------------ \| ------------------- \| \| G/AP \| 1 \| \| Anderson, Justin \| 198 cm \| 104 kg \| 19-11-1993 \| Virginia \| \| G \| 2 \| \| Dorsey, Tyler \| 193 cm \| 82 kg \| 14-02-1996 \| Oregon \| \| G \| 3 \| \| Huerter, Kevin \| 201 cm \| 86 kg \| 27-08-1998 \| Maryland \| \| G \| 5 \| \| Hamilton, Daniel \| 201 cm \| 88 kg \| 08-08-1995 \| Connecticut \| \| AG \| 6 \| \| Spellman, Omari \| 206 cm \| 111 kg \| 21-07-1997 \| Villanova \| \| P \| 7 \| \| Lin, Jeremy \| 191 cm \| 91 kg \| 23-08-1988 \| Harvard \| \| C \| 8 \| \| Humphries, Isaac \| 213 cm \| 118 kg \| 05-01-1998 \| Kentucky \| \| P \| 10 \| \| Adams, Jaylen (TW) \| 188 cm \| 86 kg \| 04-05-1996 \| St. Bonaventure \| \| P \| 11 \| \| Young, Trae \| 188 cm \| 82 kg \| 04-05-1996 \| Oklahoma \| \| AP \| 12 \| \| Prince, Taurean \| 203 cm \| 100 kg \| 22-03-1994 \| Baylor \| \| C \| 14 \| \| Dedmon, Dewayne \| 213 cm \| 111 kg \| 12-08-1989 \| Southern California \| \| G/AP \| 15 \| \| Carter, Vince \| 198 cm \| 110 kg \| 26-01-1977 \| North California \| \| C \| 18 \| \| Plumlee, Miles \| 211 cm \| 113 kg \| 01-09-1988 \| Duke \| \| AG \| 20 \| \| Collins, John \| 208 cm \| 104 kg \| 23-09-1997 \| Wake Forest \| \| AP/AG \| 22 \| \| Poythress, Alex (TW) \| 206 cm \| 107 kg \| 06-09-1993 \| Kentucky \| \| G/AP \| 24 \| \| Bazemore, Kent \| 196 cm \| 91 kg \| 01-07-1989 \| Old Dominion \| \| C \| 25 \| \| Len', Alex \| 216 cm \| 113 kg \| 16-06-1993 \| Maryland \| \| G/AP \| 95 \| \| Bembry, DeAndre' \| 198 cm \| 95 kg \| 04-07-1994 \| Saint Joseph's \| | Allenatore - Lloyd Pierce Assistente/i - Greg Foster - Marlon Garnett - Matt Hill - Melvin Hunt - Chris Jent - Pete Radulovic Legenda - (C) Capitano - (FA) Free agent - (S) Sospeso - (TW) Contratto Two-way - (GL) Assegnato a squadra G League affiliata - Infortunato Roster • Transazioni · Ultima transazione: 5 ottobre 2018 |                                            |                      |         |        |              |                     |
| Pos. | Num. | Naz.                                       | Nome                 | Altezza | Peso   | Data nascita | Provenienza         |
| G/AP | 1 | Stati Uniti (bandiera)                     | Anderson, Justin     | 198 cm  | 104 kg | 19-11-1993   | Virginia            |
| G | 2 | Grecia (bandiera) · Stati Uniti (bandiera) | Dorsey, Tyler        | 193 cm  | 82 kg  | 14-02-1996   | Oregon              |
| G | 3 | Stati Uniti (bandiera)                     | Huerter, Kevin       | 201 cm  | 86 kg  | 27-08-1998   | Maryland            |
| G | 5 | Stati Uniti (bandiera)                     | Hamilton, Daniel     | 201 cm  | 88 kg  | 08-08-1995   | Connecticut         |
| AG | 6 | Stati Uniti (bandiera)                     | Spellman, Omari      | 206 cm  | 111 kg | 21-07-1997   | Villanova           |
| P | 7 | Stati Uniti (bandiera) · Taiwan (bandiera) | Lin, Jeremy          | 191 cm  | 91 kg  | 23-08-1988   | Harvard             |
| C | 8 | Australia (bandiera)                       | Humphries, Isaac     | 213 cm  | 118 kg | 05-01-1998   | Kentucky            |
| P | 10 | Stati Uniti (bandiera)                     | Adams, Jaylen (TW)   | 188 cm  | 86 kg  | 04-05-1996   | St. Bonaventure     |
| P | 11 | Stati Uniti (bandiera)                     | Young, Trae          | 188 cm  | 82 kg  | 04-05-1996   | Oklahoma            |
| AP | 12 | Stati Uniti (bandiera)                     | Prince, Taurean      | 203 cm  | 100 kg | 22-03-1994   | Baylor              |
| C | 14 | Stati Uniti (bandiera)                     | Dedmon, Dewayne      | 213 cm  | 111 kg | 12-08-1989   | Southern California |
| G/AP | 15 | Stati Uniti (bandiera)                     | Carter, Vince        | 198 cm  | 110 kg | 26-01-1977   | North California    |
| C | 18 | Stati Uniti (bandiera)                     | Plumlee, Miles       | 211 cm  | 113 kg | 01-09-1988   | Duke                |
| AG | 20 | Stati Uniti (bandiera)                     | Collins, John        | 208 cm  | 104 kg | 23-09-1997   | Wake Forest         |
| AP/AG | 22 | Stati Uniti (bandiera)                     | Poythress, Alex (TW) | 206 cm  | 107 kg | 06-09-1993   | Kentucky            |
| G/AP | 24 | Stati Uniti (bandiera)                     | Bazemore, Kent       | 196 cm  | 91 kg  | 01-07-1989   | Old Dominion        |
| C | 25 | Stati Uniti (bandiera)                     | Len', Alex           | 216 cm  | 113 kg | 16-06-1993   | Maryland            |
| G/AP | 95 | Stati Uniti (bandiera)                     | Bembry, DeAndre'     | 198 cm  | 95 kg  | 04-07-1994   | Saint Joseph's      |

## Classifiche

### Division
| Southeast Division | V  | S  | V%    | PR  | Casa | Trasf | Div | PG |
| ------------------ | -- | -- | ----- | --- | ---- | ----- | --- | -- |
| Charlotte Hornets  | 11 | 11 | 0.500 | 0   | 8-4  | 3-7   | 4-1 | 22 |
| Orlando Magic      | 11 | 12 | 0.478 | 0.5 | 6-6  | 5-6   | 2-2 | 23 |
| Miami Heat         | 8  | 13 | 0.381 | 2.5 | 4-8  | 4-5   | 1-5 | 21 |
| Wash. Wizards      | 8  | 14 | 0.364 | 3.0 | 6-5  | 2-9   | 2-2 | 22 |
| Atlanta Hawks      | 5  | 18 | 0.217 | 6.5 | 3-7  | 2-11  | 3-2 | 23 |

### Conference
| Eastern Conference | Eastern Conference     | Eastern Conference | Eastern Conference | Eastern Conference | Eastern Conference | Eastern Conference |
| #                  | Squadra                | V                  | S                  | V%                 | PR                 | PG                 |
| ------------------ | ---------------------- | ------------------ | ------------------ | ------------------ | ------------------ | ------------------ |
| 1                  | z – Milwaukee Bucks    | 60                 | 22                 | .732               | –                  | 82                 |
| 2                  | y – Toronto Raptors    | 58                 | 24                 | .707               | 2,0                | 82                 |
| 3                  | x – Philadelphia 76ers | 51                 | 31                 | .622               | 9,0                | 82                 |
| 4                  | x – Boston Celtics     | 49                 | 33                 | .598               | 11,0               | 82                 |
| 5                  | x – Indiana Pacers     | 48                 | 34                 | .585               | 12,0               | 82                 |
| 6                  | x – Brooklyn Nets      | 42                 | 40                 | .512               | 18,0               | 82                 |
| 7                  | y – Orlando Magic      | 42                 | 40                 | .512               | 18,0               | 82                 |
| 8                  | x – Detroit Pistons    | 41                 | 41                 | .500               | 19,0               | 82                 |
|                    |                        |                    |                    |                    |                    |                    |
| 9                  | Charlotte Hornets      | 39                 | 43                 | .476               | 21,0               | 82                 |
| 10                 | Miami Heat             | 39                 | 43                 | .476               | 21,0               | 82                 |
| 11                 | Wash. Wizards          | 32                 | 50                 | .390               | 28,0               | 82                 |
| 12                 | Atlanta Hawks          | 29                 | 53                 | .354               | 31,0               | 82                 |
| 13                 | Chicago Bulls          | 22                 | 60                 | .268               | 38,0               | 82                 |
| 14                 | Cleveland Cavaliers    | 19                 | 63                 | .232               | 41,0               | 82                 |
| 15                 | N.Y. Knicks            | 17                 | 65                 | .207               | 43,0               | 82                 |

## Mercato

### Free Agency

#### Acquisti
| Giocatore       | Contratto         | Provenienza             |
| --------------- | ----------------- | ----------------------- |
| Jaylen Adams    | Contratto Two Way | St. Bonaventure Bonnies |
| Alex Len'       | Free Agent        | Phoenix Suns            |
| Daniel Hamilton | Free Agent        | Oklahoma Thunder        |
| Alex Poythress  | Contratto Two Way | Indiana Pacers          |
| Vince Carter    | Free Agent        | Sacramento Kings        |
| Cole Aldrich    | Free Agent        | Minnesota T'wolves      |
| Isaac Humphries | Free Agent        | FMP Belgrado            |

#### Cessioni
| Giocatore          | Contratto  | Provenienza         |
| ------------------ | ---------- | ------------------- |
| Tyler Cavanaugh    | Svincolato | Utah Jazz           |
| Isaiah Taylor      | Svincolato | Cleveland Cavaliers |
| Damion Lee         | Free Agent | G.S. Warriors       |
| Jaylen Morris      | Svincolato | Milwaukee Bucks     |
| Antonius Cleveland | Svincolato | Chicago Bulls       |
| Josh Magette       | Free Agent | Cedevita Junior     |
| Malcolm Delaney    | Free Agent | Guangdong S. Tigers |
| Carmelo Anthony    | Svincolato | Houston Rockets     |
| Cole Aldrich       | Svincolato | Tianjin Gold Lions  |

### Scambi
| 21 giugno 2018 | Atlanta Hawks Trae Young Scelta 1º giro Draft 2019 Dallas Mavericks                                                            | Dallas Mavericks Luka Dončić                                                            |
| 21 giugno 2018 | Atlanta HawksScelta 2º giro Draft 2019Scelta 2º giro Draft 2023                                                                | Charlotte Hornets Devonte' Graham                                                       |
| 13 luglio 2018 | Atlanta Hawks Jeremy LinScelta 2º giro Draft 2025Diritto scambio scelta 2º giro Draft 2023                                     | Brooklyn Nets Isaïa CordinierScelta 2º giro Draft 2020                                  |
| 25 luglio 2018 | Atlanta Hawks Carmelo Anthony (da Oklahoma City) Justin Anderson (da Philadelphia)Scelta 1º giro Draft 2022 (da Oklahoma City) | Oklahoma Thunder Dennis Schröder (da Atlanta) Timothé Luwawu-Cabarrot (da Philadelphia) |
| 25 luglio 2018 | Philadelphia 76ersMike Muscala (da Atlanta)                                                                                    |                                                                                         |

## Calendario e risultati

### Preseason
| Preseason 2018                                    | Preseason 2018                                    | Preseason 2018                                    | Preseason 2018                                    | Preseason 2018                                    | Preseason 2018                                    | Preseason 2018                                    | Preseason 2018                                    | Preseason 2018                                    |
| Record preseason: 2-3 (Casa: 2-0; Trasferta: 0-3) | Record preseason: 2-3 (Casa: 2-0; Trasferta: 0-3) | Record preseason: 2-3 (Casa: 2-0; Trasferta: 0-3) | Record preseason: 2-3 (Casa: 2-0; Trasferta: 0-3) | Record preseason: 2-3 (Casa: 2-0; Trasferta: 0-3) | Record preseason: 2-3 (Casa: 2-0; Trasferta: 0-3) | Record preseason: 2-3 (Casa: 2-0; Trasferta: 0-3) | Record preseason: 2-3 (Casa: 2-0; Trasferta: 0-3) | Record preseason: 2-3 (Casa: 2-0; Trasferta: 0-3) |
| Partita                                           | Data                                              | Avversario                                        | Punteggio                                         | Più punti                                         | Più rimbalzi                                      | Più assist                                        | Stadio e spettatori                               | Record                                            |
| ------------------------------------------------- | ------------------------------------------------- | ------------------------------------------------- | ------------------------------------------------- | ------------------------------------------------- | ------------------------------------------------- | ------------------------------------------------- | ------------------------------------------------- | ------------------------------------------------- |
| 1                                                 | 01.10.2018                                        | N.O. Pelicans                                     | V 116-102                                         | Bembry (20)                                       | Len' (8)                                          | Young (8)                                         | McCamish Pavilion (6.619)                         | 1-0                                               |
| 2                                                 | 5.10.2018                                         | @ Memphis Grizzlies                               | P 110-120                                         | Dorsey (18)                                       | Spellman (9)                                      | Young (5)                                         | FedExForum (10.492)                               | 1-1                                               |
| 3                                                 | 7.10.2018                                         | @ Oklahoma Thunder                                | P 94-113                                          | Len' (18)                                         | Spellman (7)                                      | Prince (4)                                        | Chesapeake Energy Arena (14.470)                  | 1-2                                               |
| 4                                                 | 10.10.2018                                        | San Antonio Spurs                                 | V 130-127                                         | Prince (25)                                       | Len' (10)                                         | Young (7)                                         | McCamish Pavilion (7.433)                         | 2-2                                               |
| 5                                                 | 12.10.2018                                        | @ Miami Heat                                      | P 113-119                                         | Lin (20)                                          | Poythress (8)                                     | Young (5)                                         | American Airlines Arena (19.600)                  | 2-3                                               |

### Regular season

#### Ottobre
| Ottobre 2018                                    | Ottobre 2018                                    | Ottobre 2018                                    | Ottobre 2018                                    | Ottobre 2018                                    | Ottobre 2018                                    | Ottobre 2018                                    | Ottobre 2018                                    | Ottobre 2018                                    |
| Record ottobre: 2-5 (Casa: 1-1; Trasferta: 1-4) | Record ottobre: 2-5 (Casa: 1-1; Trasferta: 1-4) | Record ottobre: 2-5 (Casa: 1-1; Trasferta: 1-4) | Record ottobre: 2-5 (Casa: 1-1; Trasferta: 1-4) | Record ottobre: 2-5 (Casa: 1-1; Trasferta: 1-4) | Record ottobre: 2-5 (Casa: 1-1; Trasferta: 1-4) | Record ottobre: 2-5 (Casa: 1-1; Trasferta: 1-4) | Record ottobre: 2-5 (Casa: 1-1; Trasferta: 1-4) | Record ottobre: 2-5 (Casa: 1-1; Trasferta: 1-4) |
| Partita                                         | Data                                            | Avversario                                      | Punteggio                                       | Più punti                                       | Più rimbalzi                                    | Più assist                                      | Spettatori                                      | Record                                          |
| ----------------------------------------------- | ----------------------------------------------- | ----------------------------------------------- | ----------------------------------------------- | ----------------------------------------------- | ----------------------------------------------- | ----------------------------------------------- | ----------------------------------------------- | ----------------------------------------------- |
| 1                                               | 17.10.2018                                      | @ N.Y. Knicks                                   | P 107-126                                       | Prince (25)                                     | Bazemore, Prince, Young (6)                     | Prince (6)                                      | Madison Square Garden (18.249)                  | 0-1                                             |
| 2                                               | 19.10.2018                                      | @ Memphis Grizzlies                             | P 117-131                                       | Prince (28)                                     | Bazemore (8)                                    | Young (9)                                       | FedExForum (17.019)                             | 0-2                                             |
| 3                                               | 21.10.2018                                      | @ Cleveland Cavaliers                           | V 133-111                                       | Young (35)                                      | Len' (11)                                       | Young (11)                                      | Quicken Loans Arena (19.432)                    | 1-2                                             |
| 4                                               | 24.10.2018                                      | Dallas Mavericks                                | V 111-104                                       | Bazemore (32)                                   | Bembry (16)                                     | Bazemore (7)                                    | Philips Arena (16.705)                          | 2-2                                             |
| 5                                               | 27.10.2018                                      | Chicago Bulls                                   | P 85-97                                         | Prince (16)                                     | Dedmon (13)                                     | Young, Spellman (4)                             | Philips Arena (15.549)                          | 2-3                                             |
| 6                                               | 29.10.2018                                      | @ Philadelphia 76ers                            | P 91-113                                        | Bazemore (18)                                   | Bembry (7)                                      | Young (8)                                       | Wells Fargo Center (20.269)                     | 2-4                                             |
| 7                                               | 30.10.2018                                      | @ Cleveland Cavaliers                           | P 114-136                                       | Young (24)                                      | Len' (9)                                        | Lin (8)                                         | Quicken Loans Arena (19.432)                    | 2-5                                             |

#### Novembre
| Novembre 2018                                     | Novembre 2018                                     | Novembre 2018                                     | Novembre 2018                                     | Novembre 2018                                     | Novembre 2018                                     | Novembre 2018                                     | Novembre 2018                                     | Novembre 2018                                     |
| Record novembre: 3-13 (Casa: 2-6; Trasferta: 1-7) | Record novembre: 3-13 (Casa: 2-6; Trasferta: 1-7) | Record novembre: 3-13 (Casa: 2-6; Trasferta: 1-7) | Record novembre: 3-13 (Casa: 2-6; Trasferta: 1-7) | Record novembre: 3-13 (Casa: 2-6; Trasferta: 1-7) | Record novembre: 3-13 (Casa: 2-6; Trasferta: 1-7) | Record novembre: 3-13 (Casa: 2-6; Trasferta: 1-7) | Record novembre: 3-13 (Casa: 2-6; Trasferta: 1-7) | Record novembre: 3-13 (Casa: 2-6; Trasferta: 1-7) |
| Partita                                           | Data                                              | Avversario                                        | Punteggio                                         | Più punti                                         | Più rimbalzi                                      | Più assist                                        | Spettatori                                        | Record                                            |
| ------------------------------------------------- | ------------------------------------------------- | ------------------------------------------------- | ------------------------------------------------- | ------------------------------------------------- | ------------------------------------------------- | ------------------------------------------------- | ------------------------------------------------- | ------------------------------------------------- |
| 8                                                 | 2.11.2018                                         | Sacramento Kings                                  | P 115-146                                         | Lin (23)                                          | Poythress (8)                                     | Young (10)                                        | State Farm Arena (12.095)                         | 2-6                                               |
| 9                                                 | 3.11.2018                                         | Miami Heat                                        | V 123-118                                         | Young (24)                                        | Dedmon (7)                                        | Young (15)                                        | State Farm Arena (16.303)                         | 3-6                                               |
| 10                                                | 6.11.2018                                         | @ Charlotte Hornets                               | P 102-113                                         | Lin (19)                                          | Bembry, Dedmon (6)                                | Young (10)                                        | Spectrum Center (13.955)                          | 3-7                                               |
| 11                                                | 7.11.2018                                         | N.Y. Knicks                                       | P 107-112                                         | Spellman (18)                                     | Spellman (10)                                     | Young (8)                                         | State Farm Arena (12.412)                         | 3-8                                               |
| 12                                                | 9.11.2018                                         | Detroit Pistons                                   | P 109-124                                         | Lin (19)                                          | Spellman (10)                                     | Young (8)                                         | State Farm Arena (14.759)                         | 3-9                                               |
| 13                                                | 11.11.2018                                        | @ L.A. Lakers                                     | P 106-107                                         | Prince (23)                                       | Len' (11)                                         | Young (12)                                        | Staples Center (18.997)                           | 3-10                                              |
| 14                                                | 13.11.2018                                        | @ G.S. Warriors                                   | P 103-110                                         | Prince (22)                                       | Poythress (8)                                     | Young (5)                                         | Oracle Arena (19.596)                             | 3-11                                              |
| 15                                                | 15.11.2018                                        | @ Denver Nuggets                                  | P 93-138                                          | Lin (16)                                          | Spellman (10)                                     | Lin, Young (5)                                    | Pepsi Center (15.103)                             | 3-12                                              |
| 16                                                | 17.11.2018                                        | @ Indiana Pacers                                  | P 89-97                                           | Lin (19)                                          | Dedmon (10)                                       | Lin, Young, Len', Bazemore (8)                    | Bankers Life Fieldhouse (17.491)                  | 3-13                                              |
| 17                                                | 19.11.2018                                        | L.A. Clippers                                     | P 119-127                                         | Young (25)                                        | Len' (12)                                         | Young (17)                                        | State Farm Arena (14.323)                         | 3-14                                              |
| 18                                                | 21.11.2018                                        | Toronto Raptors                                   | P 108-124                                         | Lin (26)                                          | Dedmon (7)                                        | Young (5)                                         | State Farm Arena (15.058)                         | 3-15                                              |
| 19                                                | 23.11.2018                                        | Boston Celtics                                    | P 96-114                                          | Lin (19)                                          | Bembry, Dedmon, Collins (7)                       | Lin (10)                                          | State Farm Arena (15.017)                         | 3-16                                              |
| 20                                                | 25.11.2018                                        | Charlotte Hornets                                 | V 124-123                                         | Collins (23)                                      | Collins (11)                                      | Bembry (6)                                        | State Farm Arena (12.997)                         | 4-16                                              |
| 21                                                | 27.11.2018                                        | @ Miami Heat                                      | V 115-113                                         | Prince (18)                                       | Len' (7)                                          | Young (10)                                        | American Airlines Arena (19.600)                  | 5-16                                              |
| 22                                                | 28.11.2018                                        | @ Charlotte Hornets                               | P 94-108                                          | Young (18)                                        | Collins (10)                                      | Young, Huerte, Collins (4)                        | Spectrum Center (12.971)                          | 5-17                                              |
| 23                                                | 30.11.2018                                        | @ Oklahoma Thunder                                | P 109-124                                         | Len', Collins (19)                                | Collins (11)                                      | Young (8)                                         | Chesapeake Energy Arena (18.203)                  | 5-18                                              |

#### Dicembre
| Dicembre 2018                                    | Dicembre 2018                                    | Dicembre 2018                                    | Dicembre 2018                                    | Dicembre 2018                                    | Dicembre 2018                                    | Dicembre 2018                                    | Dicembre 2018                                    | Dicembre 2018                                    |
| Record dicembre: 6-7 (Casa: 3-3; Trasferta: 3-4) | Record dicembre: 6-7 (Casa: 3-3; Trasferta: 3-4) | Record dicembre: 6-7 (Casa: 3-3; Trasferta: 3-4) | Record dicembre: 6-7 (Casa: 3-3; Trasferta: 3-4) | Record dicembre: 6-7 (Casa: 3-3; Trasferta: 3-4) | Record dicembre: 6-7 (Casa: 3-3; Trasferta: 3-4) | Record dicembre: 6-7 (Casa: 3-3; Trasferta: 3-4) | Record dicembre: 6-7 (Casa: 3-3; Trasferta: 3-4) | Record dicembre: 6-7 (Casa: 3-3; Trasferta: 3-4) |
| Partita                                          | Data                                             | Avversario                                       | Punteggio                                        | Più punti                                        | Più rimbalzi                                     | Più assist                                       | Spettatori                                       | Record                                           |
| ------------------------------------------------ | ------------------------------------------------ | ------------------------------------------------ | ------------------------------------------------ | ------------------------------------------------ | ------------------------------------------------ | ------------------------------------------------ | ------------------------------------------------ | ------------------------------------------------ |
| 24                                               | 3.12.2018                                        | G.S. Warriors                                    | P 111-128                                        | Collins (24)                                     | Collins (11)                                     | Lin (5)                                          | State Farm Arena (16.631)                        | 5-19                                             |
| 25                                               | 5.12.2018                                        | Wash. Wizards                                    | P 117-131                                        | Collins (26)                                     | Collins (14)                                     | Young, Bembry, Bazemore (6)                      | State Farm Arena (12.551)                        | 5-20                                             |
| 26                                               | 8.12.2018                                        | Denver Nuggets                                   | V 106-98                                         | Collins (30)                                     | Collins (12)                                     | Bazemore (8)                                     | State Farm Arena (14.409)                        | 6-20                                             |
| 27                                               | 12.12.2018                                       | @ Dallas Mavericks                               | P 107-114                                        | Young (24)                                       | Collins (17)                                     | Young (10)                                       | American Airlines Center (19.643)                | 6-21                                             |
| 28                                               | 14.12.2018                                       | @ Boston Celtics                                 | P 108-129                                        | Huerter (19)                                     | Collins (14)                                     | Bazemore (7)                                     | TD Garden (18.624)                               | 6-22                                             |
| 29                                               | 16.12.2018                                       | @ Brooklyn Nets                                  | P 127-144                                        | Collins (29)                                     | Dedmon (12)                                      | Young (10)                                       | Barclays Center (13.955)                         | 6-23                                             |
| 30                                               | 18.12.2018                                       | Wash. Wizards                                    | V 118-110                                        | Collins (20)                                     | Collins (13)                                     | Bazemore, Young, Lin (4)                         | State Farm Arena (16.489)                        | 7-23                                             |
| 31                                               | 21.12.2018                                       | @ N.Y. Knicks                                    | V 114-107                                        | Bazemore (22)                                    | Collins (16)                                     | Young (10)                                       | Madison Square Garden (19.080)                   | 8-23                                             |
| 32                                               | 23.12.2018                                       | @ Detroit Pistons                                | V 98-95                                          | Carter (18)                                      | Len' (17)                                        | Young (6)                                        | Little Caesars Arena (16.532)                    | 9-23                                             |
| 33                                               | 26.12.2018                                       | Indiana Pacers                                   | P 121-129                                        | Bazemore (32)                                    | Dedmon (15)                                      | Young (9)                                        | State Farm Arena (15.026)                        | 9-24                                             |
| 34                                               | 28.12.2018                                       | @ Minnesota T'wolves                             | V 123-120                                        | Bazemore (23)                                    | Dedmon (13)                                      | Young (11)                                       | Target Center                                    | 10-24                                            |
| 35                                               | 29.12.2018                                       | Cleveland Cavaliers                              | V 111-108                                        | Carter, Young (21)                               | Collins (12)                                     | Young (9)                                        | State Farm Arena (16.640)                        | 11-24                                            |
| 36                                               | 31.12.2018                                       | @ Indiana Pacers                                 | P 108-116                                        | Huerter, Collins (22)                            | Collins (16)                                     | Young (7)                                        | Bankers Life Fieldhouse (17.923)                 | 11-25                                            |

#### Gennaio
| Gennaio 2019                                    | Gennaio 2019                                    | Gennaio 2019                                    | Gennaio 2019                                    | Gennaio 2019                                    | Gennaio 2019                                    | Gennaio 2019                                    | Gennaio 2019                                    | Gennaio 2019                                    |
| Record gennaio: 4-7 (Casa: 2-3; Trasferta: 2-4) | Record gennaio: 4-7 (Casa: 2-3; Trasferta: 2-4) | Record gennaio: 4-7 (Casa: 2-3; Trasferta: 2-4) | Record gennaio: 4-7 (Casa: 2-3; Trasferta: 2-4) | Record gennaio: 4-7 (Casa: 2-3; Trasferta: 2-4) | Record gennaio: 4-7 (Casa: 2-3; Trasferta: 2-4) | Record gennaio: 4-7 (Casa: 2-3; Trasferta: 2-4) | Record gennaio: 4-7 (Casa: 2-3; Trasferta: 2-4) | Record gennaio: 4-7 (Casa: 2-3; Trasferta: 2-4) |
| Partita                                         | Data                                            | Avversario                                      | Punteggio                                       | Più punti                                       | Più rimbalzi                                    | Più assist                                      | Spettatori                                      | Record                                          |
| ----------------------------------------------- | ----------------------------------------------- | ----------------------------------------------- | ----------------------------------------------- | ----------------------------------------------- | ----------------------------------------------- | ----------------------------------------------- | ----------------------------------------------- | ----------------------------------------------- |
| 37                                              | 2.1.2019                                        | @ Wash. Wizards                                 | P 98-114                                        | Collins (21)                                    | Len' (11)                                       | Young (7)                                       | Capital One Arena (15.324)                      | 11-26                                           |
| 38                                              | 4.1.2019                                        | @ Milwaukee Bucks                               | P 112-144                                       | Bembry (19)                                     | Len' (8)                                        | Young (10)                                      | Fiserv Forum (17.632)                           | 11-27                                           |
| 39                                              | 6.1.2019                                        | Miami Heat                                      | V 106-82                                        | Young (19)                                      | Collins (13)                                    | Huerter (7)                                     | State Farm Arena (16.630)                       | 12-27                                           |
| 40                                              | 8.1.2019                                        | @ Toronto Raptors                               | P 101-104                                       | Collins (21)                                    | Collins (14)                                    | Young (9)                                       | Scotiabank Arena (19.800)                       | 12-28                                           |
| 41                                              | 9.1.2019                                        | @ Brooklyn Nets                                 | P 100-116                                       | Collins (30)                                    | Collins (14)                                    | Young (7)                                       | Barclays Center (19.531)                        | 12-29                                           |
| 42                                              | 11.1.2019                                       | @ Philadelphia 76ers                            | V 123-121                                       | Huerter (29)                                    | Collins (9)                                     | Dedmon (7)                                      | Wells Fargo Center (20.487)                     | 13-29                                           |
| 43                                              | 13.1.2019                                       | Milwaukee Bucks                                 | P 114-133                                       | Young (29)                                      | Collins (9)                                     | Lin (7)                                         | State Farm Arena (16.242)                       | 13-30                                           |
| 44                                              | 15.1.2019                                       | Oklahoma Thunder                                | V 142-126                                       | Collins (26)                                    | Len' (11)                                       | Young (11)                                      | State Farm Arena (15.045)                       | 14-30                                           |
| 45                                              | 19.1.2019                                       | Boston Celtics                                  | P 105-113                                       | Huerter (18)                                    | Collins (11)                                    | Huerter, Young (7)                              | State Farm Arena (16.626)                       | 14-31                                           |
| 46                                              | 21.1.2019                                       | Orlando Magic                                   | P 103-122                                       | Dedmon (24)                                     | Collins (10)                                    | Bembry (7)                                      | State Farm Arena (16.611)                       | 14-32                                           |
| 47                                              | 23.1.2019                                       | @ Chicago Bulls                                 | V 121-101                                       | Collins (24)                                    | Len' (10)                                       | Trae Young (7)                                  | United Center (18.223)                          | 15-32                                           |

## Premi individuali
| Assegnato a | Premio                             | Data premio     | Ref.  |
| ----------- | ---------------------------------- | --------------- | ----- |
| Trae Young  | Rookie del mese Eastern Conference | 3 dicembre 2018 | [ 1 ] |